# Naqqara
Naqqara, arabisch نقارة, DMG naqqāra, auch naghara, naqara, nakkare, naghāreh, ist eine Gruppe von Kesseltrommeln, die vom Maghreb über den Nahen Osten und Südasien bis nach Zentralasien paarweise gespielt werden. Die meist mit Stöckchen geschlagenen Trommeln waren ein unverzichtbarer Bestandteil von Militärkapellen und Palastorchestern in den islamischen Ländern dieser Region und an den europäischen Königshäusern. Sie werden bis heute zur Tanzbegleitung und in der religiösen Zeremonialmusik eingesetzt.
Ab dem 12. Jahrhundert verbreitete sich die Doppeltrommel durch heimkehrende Kreuzfahrer zusammen mit langen Trompeten in der Kavallerie Westeuropas. Aus ihr entwickelten sich in dieser Zeit die englische Trommel nakers und die deutsche puke, die zu Vorläufern der Orchesterpauke wurden. In Persien, an den nordindischen Mogulhöfen und in den Sultanaten auf der Malaiischen Halbinsel gehörte die naghara (nagārā) ab etwa dem 16. Jahrhundert zum zeremoniellen Palastorchester naubat (nobat) und zu den Insignien des Herrschers. In Indien stellt sie einen Vorläufer für das Kesseltrommelpaar tabla dar.

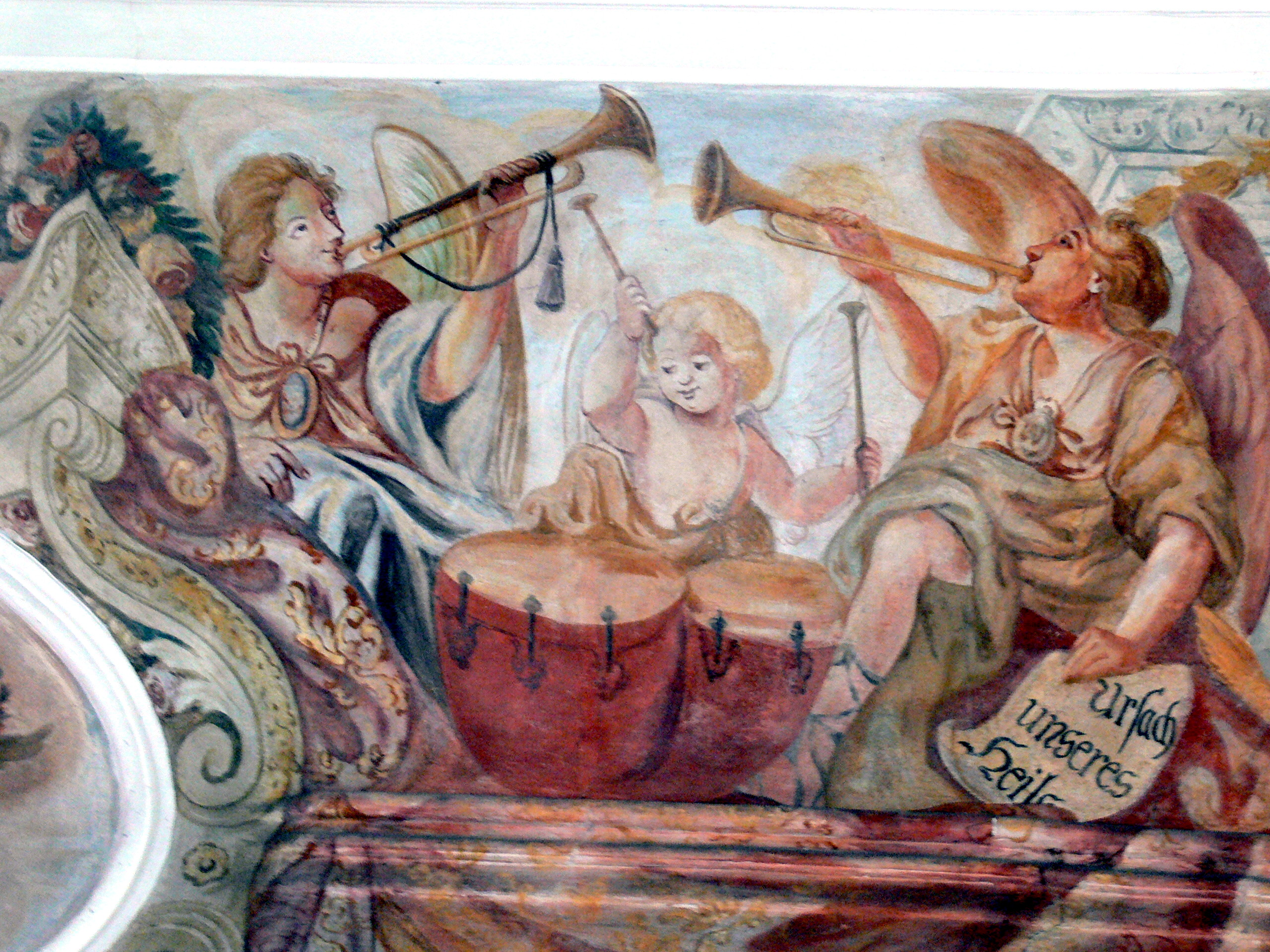
Frauenkapelle von 1633 in Osterhofen, Ortsteil Altenmarkt. Kesseltrommelpaar und Trompeten spielende Engel

## Herkunft der Kesseltrommeln
Die ältesten Trommeln waren Abbildungen an Wänden und auf Tongefäßen zufolge Rahmentrommeln im Alten Ägypten und in Mesopotamien. Frauen spielten sie vermutlich bei kultischen Ritualen. Ein im Tempelbereich des mesopotamischen Ortes Tell Agrab gefundenes Tongefäß wird auf etwa 3000 v. Chr. datiert. Es zeigt drei nackte Frauen, die kreisförmige Objekte in den Händen halten und stellt die vermutlich früheste bekannte Abbildung von Trommeln dar. Aus der 17. ägyptischen Dynastie ist der Musiker Emhab mit einer großen Fasstrommel im Bild überliefert. Die große stehende Priestertrommel lilissu mit einem Bronzekorpus aus altbabylonischer Zeit gilt als die älteste Kesseltrommel und entfernte Vorläuferin der heutigen Pauke. Von altägyptischer bis in frühislamische Zeit waren die vierkantigen Rahmentrommeln ad-duff, abgeleitet vom hebräischen Fraueninstrument tof (die heutigen daf sind rund), und verschiedene große, zweifellige Fasstrommeln für den Einsatz der Männer im Krieg weit verbreitet. Einfellige kleine Kesseltrommeln gab es kaum.
Ein türkischer Geschichtsschreiber aus dem 17. Jahrhundert schilderte, dass zum Umkreis des Propheten Mohammed ein Spieler der runden Rahmentrommel ad-dāʾira und ein indischer Musiker mit einer großen Kesselpauke (kūs, Pl. kūsāt, von aramäisch kāsā) gehört habe. Zu den vom Propheten erlaubten Musikinstrumenten gehörte im 7. Jahrhundert auch die größere runde Rahmentrommel ghirbāl, die vermutlich unter der Membran gespannte Schnarrsaiten besaß. Auch der bandīr (bendaīr) war wohl schon zu der Zeit mit Schnarrsaiten, oder den Löchern im Rahmen nach zu urteilen, mit einem Schellenring ausgestattet. Zum führenden Instrument der Militärkapellen (ṭabl-khāna) wurden neben Trompeten und Hörnern Kesseltrommeln, die auf Arabisch allgemein tabl genannt werden.
In den arabischen Ländern des Nahen Ostens gab es um das 10. Jahrhundert verschiedene Arten von Kesseltrommeln: die große al-kūs (in der türkischen Militärmusik heißt sie kös), die noch größere mongolische kūrgā (kūrka), ferner ṭabl al-markab, die naqqāra dabdāb und die qasa mit einem flachen Boden. Ṭabl šāmī war eine flache Kesseltrommel mit Hautstreifenspannung, die bei Kriegstänzen in Südarabien an einer umgehängten Schnur getragen wurde. Die kleine Kesseltrommel ṭabelet al-bāz wurde in Ägypten bei Festen mit Lederriemen geschlagen. Im Lauf der Zeit erhielten die einfachen Tontöpfe mit flachem Boden einen tiefen rundbauchigen Korpus. In dieser Form ist die große arabische Kesseltrommel atabal mit einem Korpus aus Metall unter der Namensvariante t'bol in den Ländern des Maghreb überliefert. Die paarweise gespielte kleine Kesseltrommel hieß an-naqqāra, ihre beiden unterschiedlich großen Hälften produzieren bis heute einen tieferen und einen höheren Ton.
Das Kesseltrommelpaar naqqāra war typisch für die Militärmusik der arabischen Länder, des Irans und der zentralasiatischen historischen Region Chorasan, die heute Afghanistan beinhaltet. Es diente zusammen mit Trompeten im Palastorchester naqqāra-khāna als Symbol der Herrschermacht und wurde an den Höfen zeremoniell eingesetzt zum Empfang von Gästen, bei der Rückkehr des Sultans von einer Reise, zur Ankündigung eines Ereignisses und an Feiertagen. In frühislamischer Zeit besaßen nur die Kalifen das Recht, ein solches Orchester zu unterhalten, das an ihrem Wohnsitz fünf Mal täglich zum Gebet (ṣalāt) rief. Später durften auch Provinzgouverneure ein naqqāra-khāna unterhalten. So gab der abbasidische Kalif at-Tā'iʿ 978/9 dem Buyiden Adud ad-Daula die Erlaubnis, drei Orchester drei Mal am Tag spielen zu lassen. Die Aufführungspraxis mit einem festgelegten musikalischen Ablauf wurde als nauba bezeichnet.
Unter den Safawiden, die von 1501 bis 1722 regierten, und in späterer Zeit ertönten die lauten Klänge des naqqāra-khāna in der Hauptstadt Isfahan von den beiden Balkonen über dem Eingang zum Qeisarieh, dem Königlichen Basar am Nordende des Meidān-e Emām. Nach Berichten aus dem 17. Jahrhundert spielte das Orchester in allen persischen Gouverneurs-Städten von einer erhöhten Stelle. Um 1684 soll es laut dem Arzt und Reisenden Engelbert Kaempfer in Isfahan aus 40 Mann bestanden haben.
Bei Märschen und Gefechten waren große Kesseltrommeln (naqqarya) zu beiden Seiten auf dem Rücken eines Pferdes oder Kamels festgebunden, die höher klingende Trommel auf der linken Seite. Kleinere Trommelpaare (naqrazan) wurden von Eseln getragen. Einzeln oder paarweise gespielt hing die naqqara an einer Schnur um den Hals des Musikers, anderenfalls hielt dieser die Trommel mit der linken Hand und schlug den Stock mit der rechten.

## Iran und Zentralasien

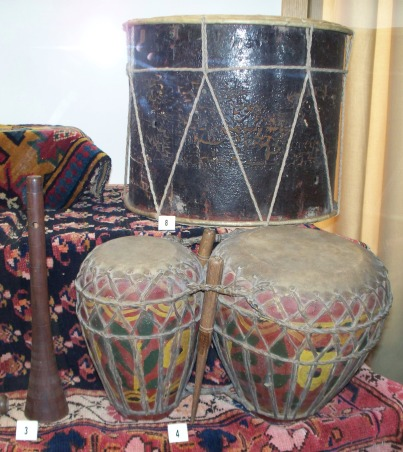
Aserbaidschanisches Trommelpaar gosha naghara, darüber die Röhrentrommel naghara, links die Kegeloboe zurna

Vom aramäischen kāsā erhielt wohl in den ersten Jahrhunderten n. Chr. auch die große iranische Kesseltrommel kōs (kus) ihren Namen. Ihr bauchiger Korpus in der Form einer Kettenlinie bestand aus Ton, Holz oder Metall. Auf den sassanidischen Felsreliefs von Taq-e Bostan (Ende 6. Jahrhundert n. Chr.) sind die Harfe čang, die Kegeloboe surnāy, eine der chinesischen sheng ähnliche Mundorgel, Trompeten und Trommeln abgebildet. Dieselbe kōs wurde im Iran des 10. Jahrhunderts zusammen mit der kelchförmigen Trommel dunbaq, der Rahmentrommel dā’ira und der sanduhrförmigen Trommel kōba erwähnt. Die kōs war eine Kriegstrommel, die auf Pferden und Kamelen mitgeführt und zusammen mit der iranisch-zentralasiatischen Langtrompete karnai in der Schlacht gespielt wurde.
Der Name naghara (englische Umschrift naghghareh) steht seit der islamischen Zeit in der iranischen Musik für ein kleines Trommelpaar. Dschalal ad-Din ar-Rumi (1207–1273) erwähnte mehrfach naghara, die ein wesentlicher Bestandteil der alten höfischen Zeremonialmusik naubat wurden. Der Korpus besteht aus Ton, die Hautmembran wird durch kreuzweise verflochtene Hautstreifen, die unter dem halbkreisförmigen Boden herumgeführt werden, gespannt. Beide Trommeln liegen getrennt vor dem am Boden sitzenden Spieler mit den Oberseiten schräg zueinander geneigt und werden mit kurzen Holzstöckchen (damka) geschlagen, deren Enden leicht aufgebogen sind. Die größere, tiefer klingende Trommel heißt nar (steht für männlich), die kleinere (weibliche) bcats. Im unteren Industal in Pakistan wird das größere Instrument nar oder bam, das kleinere zed genannt, in Nordindien ebenfalls nar das männliche, aber madi das weibliche.
Lokale Variationen der naghara tragen im Iran die Namen ihrer Herkunftsregion. Die naghareh-ye shomal („nördliche naghara“) aus Ton wird vor allem in der nördlichen Provinz Māzandarān in der Unterhaltungsmusik gespielt, wo sie auch als desarkutan bekannt ist. Der größere Korpus mit etwa 22 Zentimetern Durchmesser heißt hier bam, der kleinere mit 16 Zentimetern zil. Die beiden Membranen bestehen aus Kuhhaut und werden mit ebensolchen Streifen festgezurrt. Eine oder zwei desarkutan kommen zusammen mit einer Kegeloboe (lokaler Name serna, von surnai) bei Hochzeiten oder Sportveranstaltungen zum Einsatz. Etwas größer sind die naghara in der südlichen Provinz Fars und in der kurdischen Stadt Sanandadsch.
In der Musik von Tadschikistan und Usbekistan bezeichnen nagharä oder nägharä die kleinen Kesseltrommelpaare. Fasstrommeln tragen dort Varianten des ähnlich weit verbreiteten Namens dhol. In Usbekistan bezeichnet die Vorsilbe dul eine tiefe und laut klingende Kesseltrommel, rez ein kleines hohes Instrument und kosh-naghara ein kleines Trommelpaar aus Ton, das mit Ziegenhaut bespannt ist.
In der westchinesischen Region Xinjiang versammeln sich die muslimischen Uighuren am Jahrestag eines der vielen Heiligen vor dessen Grabstätte (mazar, entspricht der qubba in arabischen Ländern). Im Verlauf eines solchen Festes treten mehrere naghra sunay-Bands auf, typische Kesseltrommel-Oboen-Orchester, wie sie vermutlich im Zuge der Islamisierung mit den Karachaniden im 10. Jahrhundert in die Region eingeführt wurden. Tanzende Männer im Prozessionszug zum Heiligtum schlagen außerdem die große Rahmentrommel dap (ähnlich der daira).

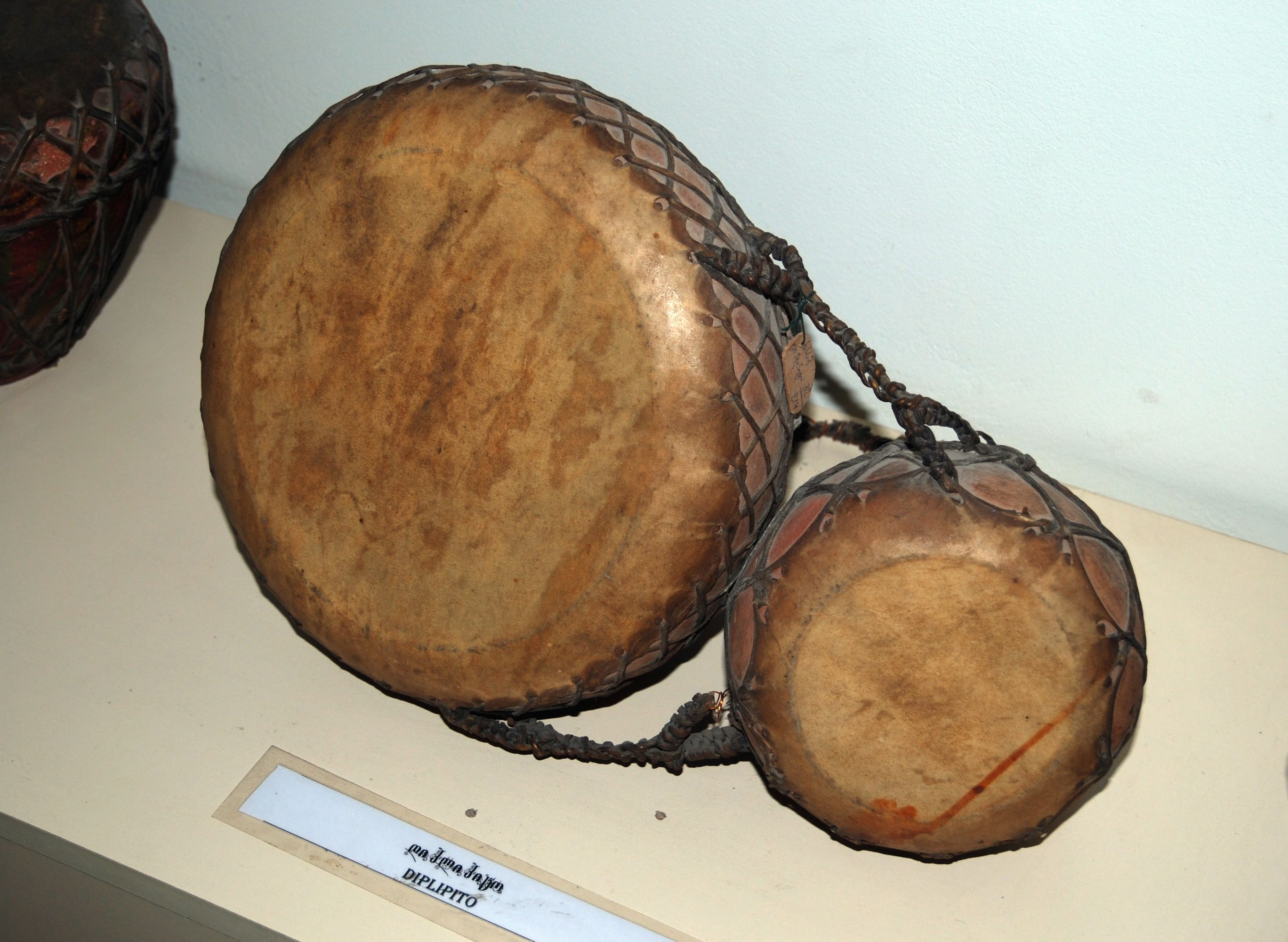
Diplipito in Georgien

In der Musik Aserbaidschans ist das häufigste Schlaginstrument die meist vom mugham-Sänger gespielte Rahmentrommel däf. Daneben bezeichnet naghara (naģara) ausnahmsweise keine Becher-, sondern eine Röhrentrommel, die zum Volksmusiksänger aşyg gehört. Ihr Korpus aus Holz oder Kunststoff ist durch eine Zickzack-Schnürung beidseitig mit Schaf- oder Ziegenhäuten, heute auch mit Kunststoffmembranen bespannt. Die Trommel ragt auf einem Knie ruhend schräg nach vorn, gehalten vom linken Unterarm. Sie wird überwiegend bei Hochzeitsfeiern gespielt, beide Hände schlagen wie bei der däf auf die obere Membran. Das kleine aserbaidschanische Kesseltrommelpaar aus Ton nennt sich zur Unterscheidung goša naģara (gosha naghara), von gosha, „Paar“. Beide Teile besitzen bei gleicher Höhe unterschiedliche Durchmesser und sind durch gedrehte Schnüre miteinander verbunden. In Georgien heißt dasselbe Tontrommelpaar diplipito. Beide werden mit kurzen Holzstöckchen gespielt.
Die armenische Doppeltrommel naghara besteht ebenfalls aus Ton und wird im Orchester der traditionellen Epensänger ashugh (entspricht dem aserbaidschanischen aşyg) und in sazandar-Ensembles eingesetzt. Sazandar bezeichnet in der südlichen Kaukasusregion das meist zu Hochzeiten engagierte Orchester und deren Musiker, die neben Becher- und Rahmentrommeln die Streichlaute kemençe, die Kegeloboe zurna, die Kurzoboe duduk oder Akkordeon spielen.

## Türkei

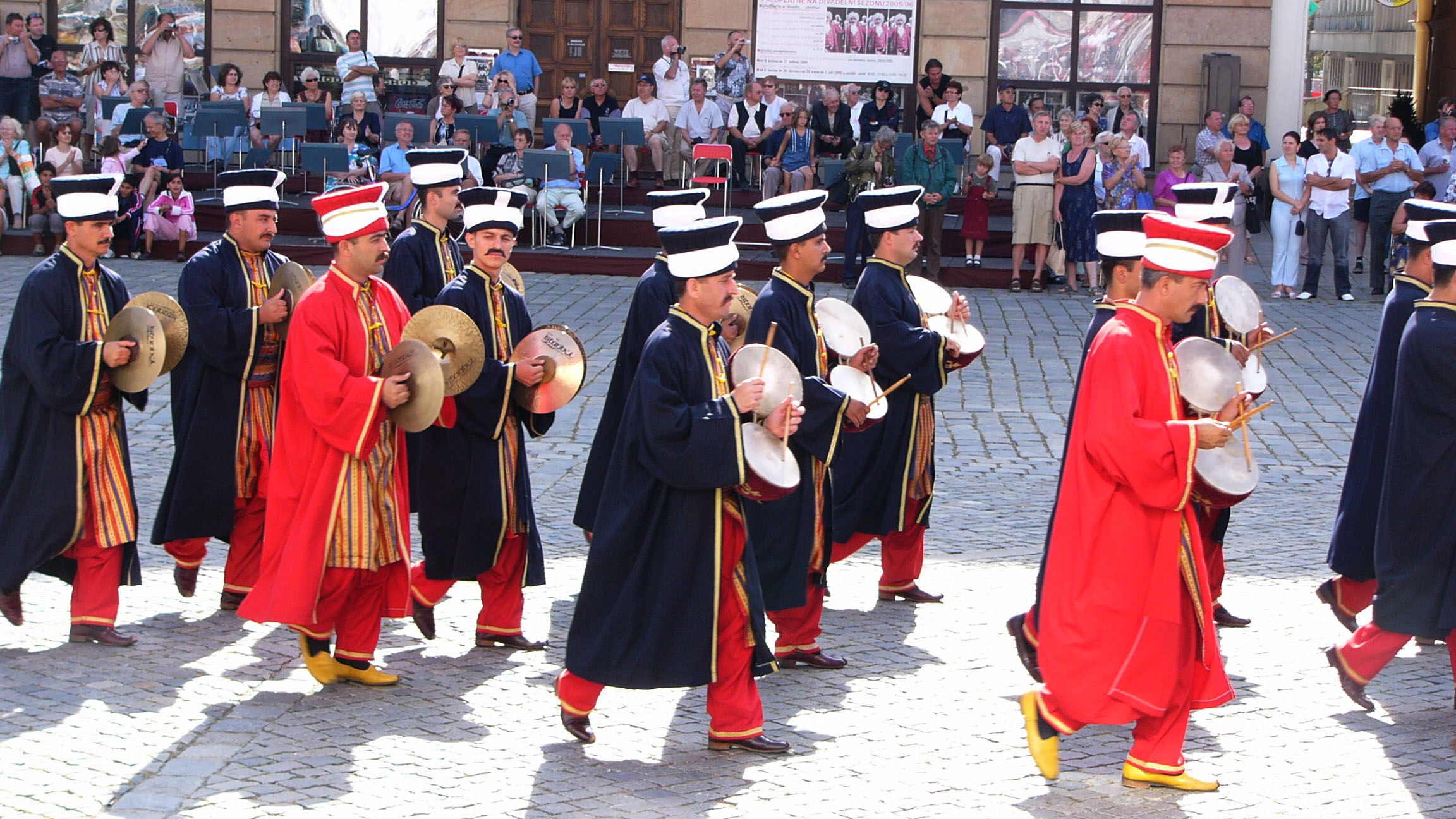
Mehterhâne. Acht nakkare-Spieler, gefolgt von einer Sechsergruppe mit Paarbecken zil

Von großer Bedeutung waren die Trommeln in den Repräsentationsorchestern des Osmanischen Reiches. Bis zur Auflösung dieser Institution 1826 spielten in der voll besetzten Militärkapelle, die seit dem 15. Jahrhundert Mehterhâne genannt wurde, bis zu 36 Musiker Rhythmusinstrumente, davon jeweils neun das Kesseltrommelpaar nakkare, die große Rahmentrommel davul, die Paarbecken zil (Ende des 12. Jahrhunderts erstmals erwähnt) und den Schellenbaum çağana. Hinzu kamen die gerade Trompete nafīr, die gewundene Naturtrompete boru und die Kegeloboe zurna. Eine Zeichnung vom Anfang des 19. Jahrhunderts zeigt drei Janitscharen im kammermusikalischen Zusammenspiel mit einem stehenden zurna- und einem daul-Spieler (davul, große Röhrentrommel). In der Mitte sitzt ein Trommler am Boden mit dem kleinen Kesseltrommelpaar nagarasan (heutige Schreibweise nakkare) vor sich.
Das entsprechende Gegenstück zur nakkare in der Militärmusik ist in der türkischen Kunstmusik und in der religiösen Ritualmusik des Mevlevi-Ordens das kleine Trommelpaar kudüm. Zwei etwa halbkreisförmige Metallbecher mit einer Membran aus Ziegenhaut sind bei der kudüm durch ein Schnurgeflecht miteinander verbunden. Um einen volleren Klang zu erzielen, ist das Metall komplett mit Haut überzogen. Der Durchmesser beträgt bis zu 30 Zentimeter, die Höhe etwa die Hälfte. Kudüm werden mit zwei Schlägeln gespielt, seltener auch mit beiden Händen. Beide Trommeln lagern in Spielposition auf dicken Lederringen.

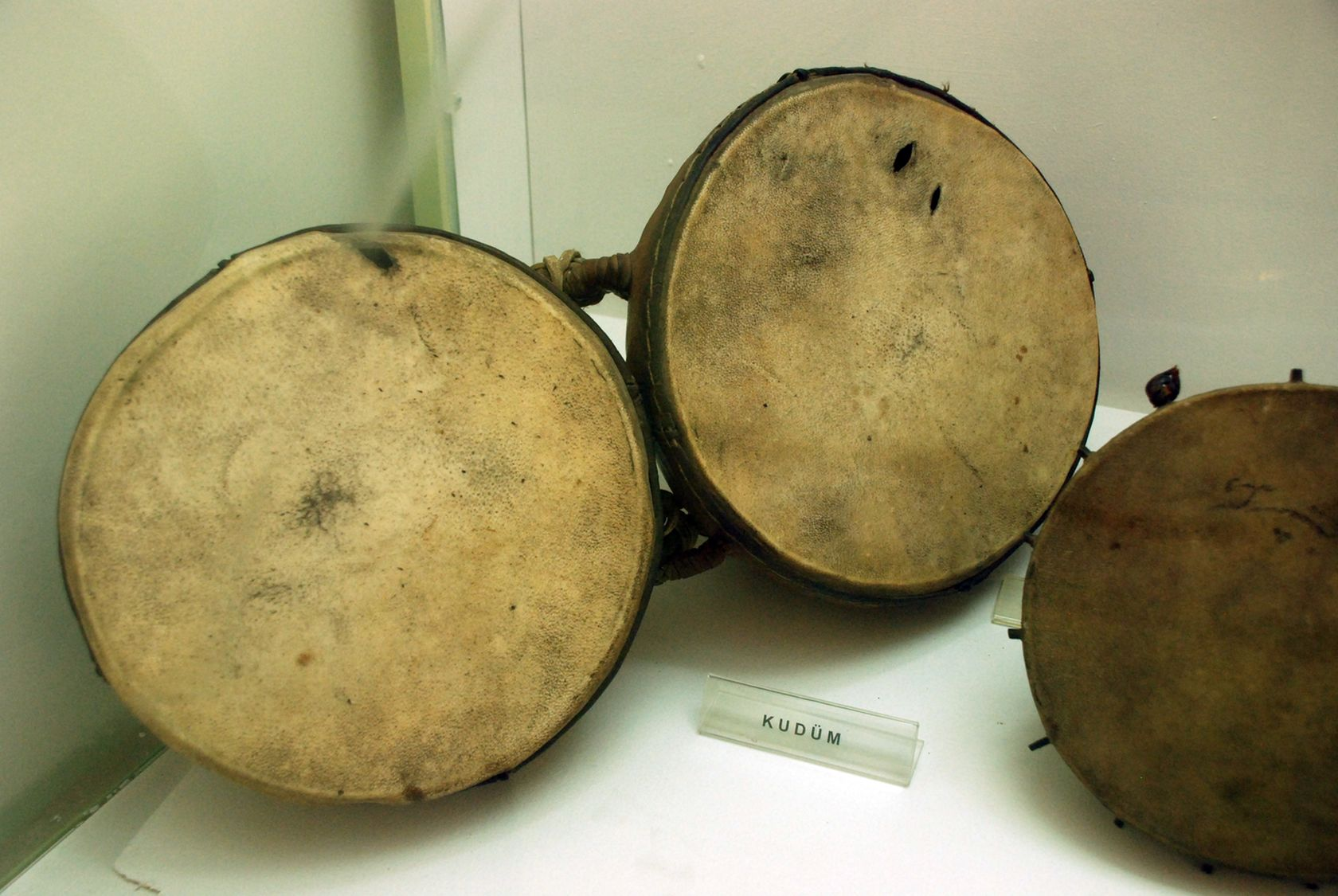
Kudüm, rechts einzelne Kesseltrommel nevbe. Museum für Türkisch-Islamische Kunst (Yeşil Medrese), Bursa

Ab dem 13. Jahrhundert wird in der Zeremonie der tanzenden Derwische des Sufi-Ordens die Entwicklung zu einer eigenständigen türkischen Kunstmusik erkennbar. Die Mevlevi spielen die kudüm zusammen mit der Längsflöte ney, der gestrichenen Langhalslaute rabāb, der gezupften tanbur und Zimbeln, türkisch zil. Miniaturmalereien im Surnâme-i Vehbî, einer illustrierten Handschrift des osmanischen Dichters Seyyid Vehbi zeigen Feierlichkeiten, die Sultan Ahmed III. (reg. 1703–1730) 1711 anlässlich der Beschneidung seiner Söhne veranstalten ließ. Zu sehen sind Musiker mit Kegeloboen, Schellentamburinen (zilli def) und kudüm, sie begleiten Tanzknaben (köçek), die in beiden Händen Kastagnetten (chahār pāra) halten.
Sehr wahrscheinlich war die kudüm, bevor sie zum Rhythmusinstrument der Derwische und der höfischen Musik wurde, bereits in der türkischen Volksmusik im Einsatz. Heute bleibt sie der klassischen Musik vorbehalten. Ein verwandtes Instrument, mit dem in der Türkei Volkstänze begleitet werden, ist die paarweise gespielte kleine Kesseltrommel aus Ton çifte dümbelek (çifte wird mit „paarweise“ übersetzt, dümbelek ist von der altiranischen Konsonantenschreibweise d-n-b-k für Tontrommeln abgeleitet).

## Nordafrika
In der ägyptischen Volksmusik werden einfache naqqārāt (Sg. naqqāra) gespielt, die aus mit Kamelhaut-Pergament bespannten Kalebassen bestehen und paarweise miteinander verbunden sind. Der Spieler hält sie mit einem Arm gegen die Brust und schlägt eine Trommel mit den flachen Fingern, die andere mit einem festen Kamelhautstreifen. Alternativ sitzt der Spieler im Schneidersitz auf dem Boden und schlägt die Trommelfelle mit kurzen Holzstöckchen. Für Prozessionen gibt es die große naqāryā, die aus Ton oder Kupfer besteht und zu beiden Seiten des Kamelsattels montiert wird. Etwas kleinere Trommeln heißen naqrazan und werden paarweise auf einem Esel befestigt.

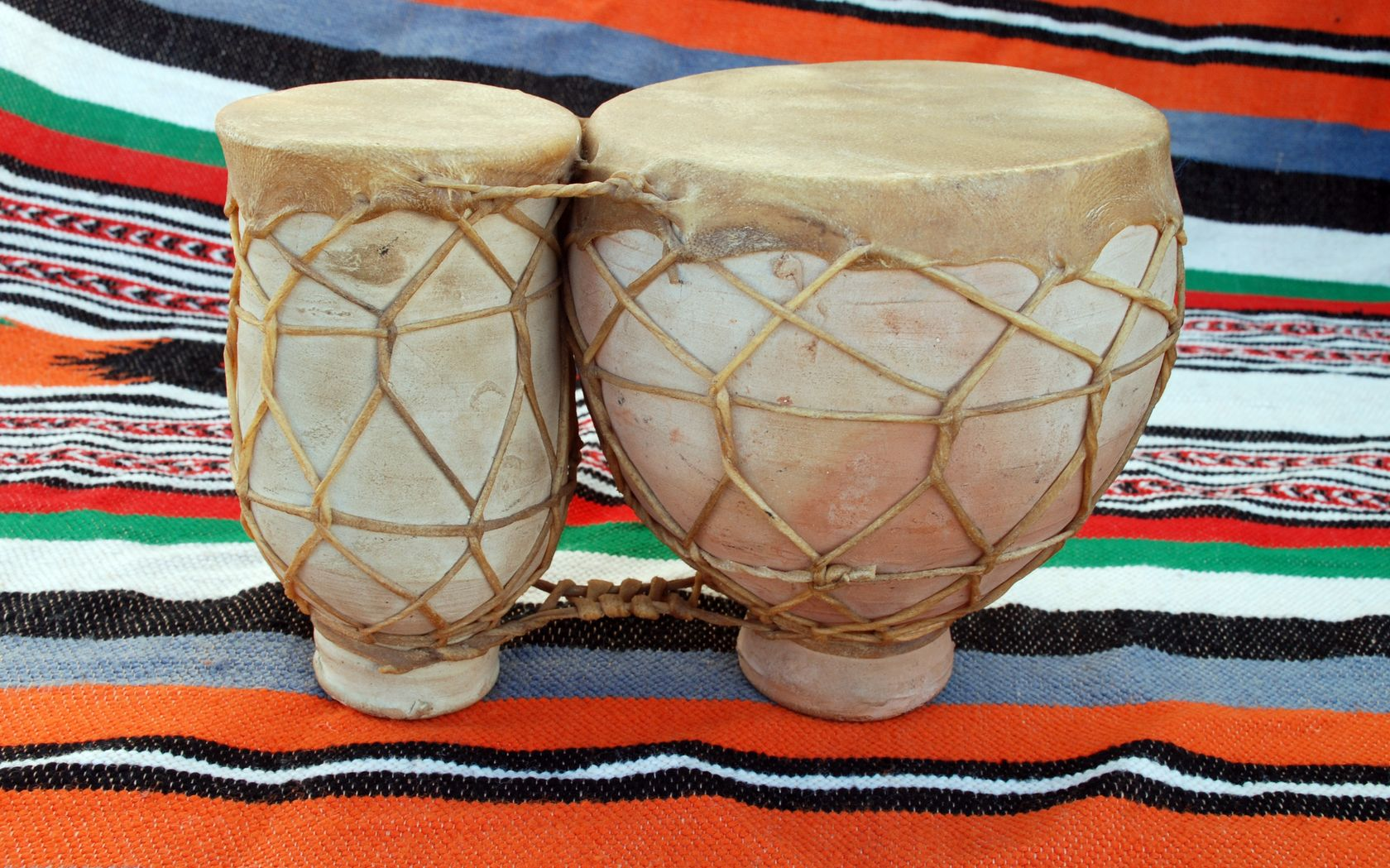
Tbilat aus Marokko

Kleine Rahmentrommeln und Kesseltrommeln wurden in der Volksmusik der arabischen Länder überwiegend von Frauen gespielt. Eine Fotografie vom Anfang des 20. Jahrhunderts zeigt vier marokkanische Frauen mit der Stachelfiedel rebāb, dem Kesseltrommelpaar naqqāra, der Rahmentrommel mit Schellen tār und der rechteckigen, beidseitig bespannten Rahmentrommel duff (oder deff). In Marokko bestehen die naqqārāt, auch tbilat, aus großen und kleinen, mit Haut bespannten Tontöpfen, die mit Hautstreifen fest verbunden sind. Hier wie anderswo erwärmt man die nicht spannbaren Trommeln vor dem Spiel, um die Haut zu straffen. Teilweise werden im Maghreb unter naqqārāt auch tönerne Bechertrommeln mit langem, unten offenem Hals verstanden. Ein älterer Name für naqqārāt in Tunesien ist kurkutū, der heute aber noch im Zusammenhang mit der ṣtambēlī-Besessenheitszeremonie genannt wird.
In Tunesien und in der Umgebung der algerischen Stadt Constantine, jedoch nicht in Marokko und nicht im übrigen Algerien, gehört die Doppelkesseltrommel auch zu den Instrumenten der klassischen Musikensembles. Naġarāt im arabischen Dialekt Tunesiens und nāġarāṭ in Algerien bezeichnet zwei miteinander verbundene Kesseltrommeln mit etwa 20 Zentimetern Durchmesser, deren Korpus meist aus Messing, gelegentlich auch aus Ton gefertigt ist. Abbildungen vom Anfang des 20. Jahrhunderts zeigen die beiden Trommeln auf einem Holzgestell nebeneinander liegend, heute werden sie auf einem Ständer vor dem sitzenden Spieler, der sie mit zwei Stöcken schlägt, positioniert. Der Ton der tieferen Trommel rechts vor dem Spieler heißt tunesisch-arabisch šāyib (hocharabisch šāʾib, „Greis“), die höher klingende Trommel links produziert einen šbāb (arabisch šabāb, „Jüngling“) genannten Ton.
Die in weiten Teilen Afrikas vorkommenden Kesseltrommeln stehen kaum in Verbindung untereinander und nur im Fall einiger Trommeln in der Sudanregion ist die Herkunft von den arabischen naqqāra erkennbar. Große, paarweise gespielte Kesseltrommeln mit einem Korpus aus Holz oder Bronze dienten an den muslimischen Herrscherhöfen der Hausa zur Repräsentation. Ihre tambari waren nach älteren Darstellungen etwa 50 Zentimeter hoch, mit einer von einem Eisenreifen fixierten Membran, der an der Unterseiten mit einem weiteren Eisenring verspannt war. Das typische Hausa-Zeremonialorchester besteht bis heute aus ähnlichen Trommeln, der Langtrompete kakaki und/oder dem Doppelrohrblattinstrument algaita. Ein vergleichbares, auf Pferden gespieltes Trommelpaar der Kababisch, einer Volksgruppe in Kurdufan, hieß naḥās. Die kostbare Bronzetrommel besaß über ihren Preis hinaus einen hohen Wert als Stammessymbol. Sie war Kriegstrommel und rief das Volk am Palast zusammen.
Von äthiopischen Militärorchestern in den Zeltlagern und Palästen der Herrscher (Ras) gespielt, diente die große Fasstrommel negarit (nagārit) früher als Symbol der kaiserlichen Macht.

## Südasien

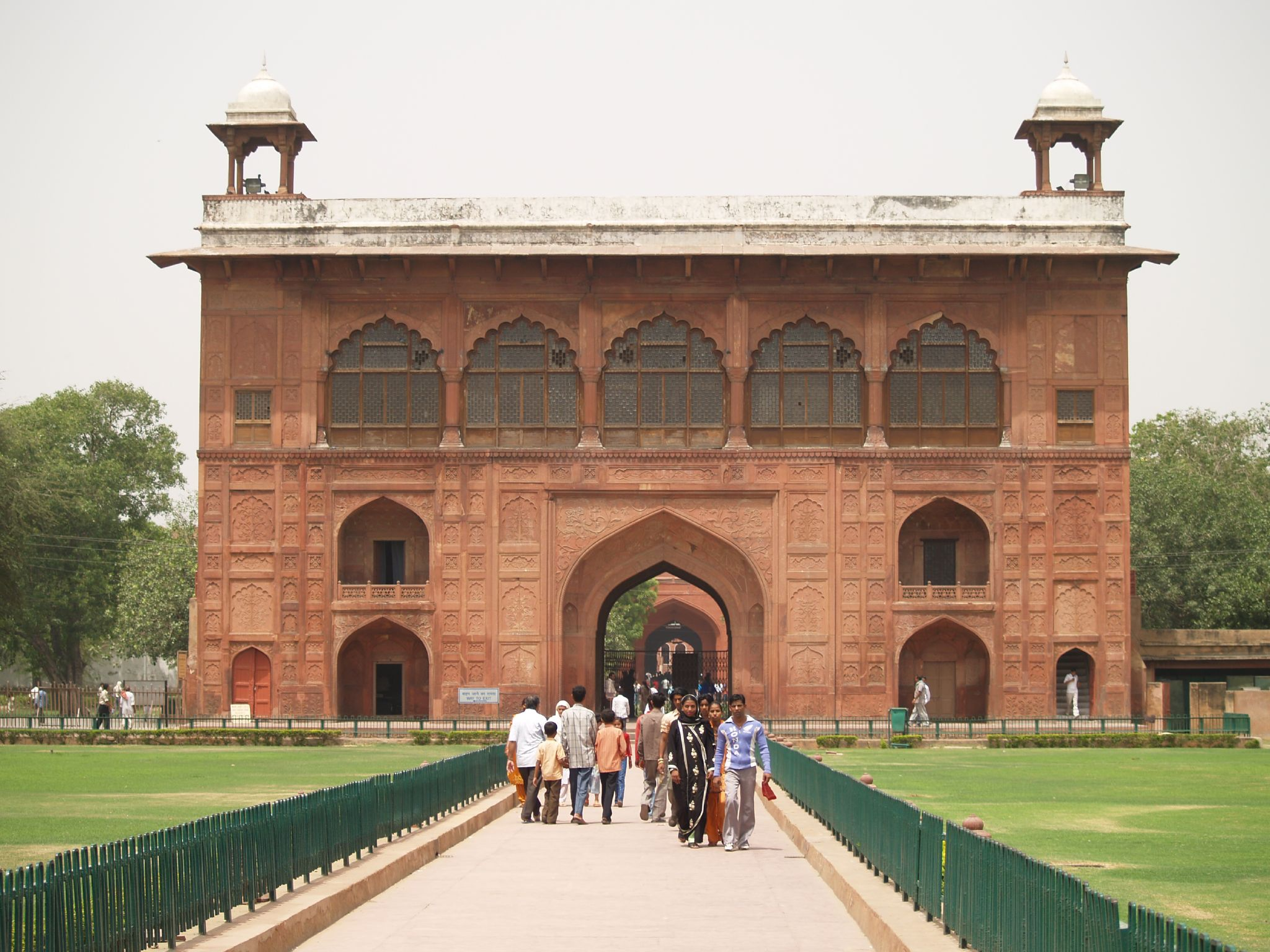
Trommelhaus (Naqqāra-khāna) im Roten Fort in Delhi

In der indischen Mogulmalerei seit Anfang des 16. Jahrhunderts gehörten das Kesseltrommelpaar nagārā und eine Standarte zu den Insignien der Macht, die im Umkreis des Herrschers häufig im Zentrum des Bildes dargestellt wurden. Kesseltrommeln erreichten Indien nach der arabischen Eroberung des Sindh im Jahr 712. Sie kamen in den Militärkapellen zusammen mit Oboen und Trompeten. Der Name naqqāra taucht erstmals 1192 im muslimischen Sultanat von Delhi auf. Im Bābur-nāma, den Memoiren des ersten Mogulkaisers Babur (1483–1530), werden die Trommeln erwähnt. Eine seiner Töchter war Prinzessin Gulbadan Begum (um 1523–1603). Sie verfasste den Lebensbericht Humāyūn-nāma ihres Bruders Humayun (1508–1566), dem zweiten Mogulherrscher. Darin enthalten ist die Geschichte, wie Humayun auf seiner Flucht von Indien nach Norden den Indus überqueren musste, wo er sich die Hilfe eines Belutschen erbat, der dort mit seinen Leuten lagerte. Humayun gab dem Mann seine Kesseltrommel, seine Standarte, ein Pferd und ein langes Gewand, um dafür Boote und Getreide zu erhalten.
Eine Militärkapelle hieß allgemein ṭabl-khāna, ihre Aufgabe bestand hauptsächlich darin, während der Schlacht den Gegner einzuschüchtern. Bei militärischen Einsätzen der Mogulherrscher wurden hunderte Trommeln (ṭabl-jang, „Kriegstrommel“) auf Pferden oder Kamelen transportiert und mit Stöcken geschlagen, um möglichst viel Krach zu erzeugen.
Auch in Indien war nauba eine Musikgruppe, die zu bestimmten Tageszeiten spielte. Es gab sie spätestens im 10. Jahrhundert – falls sie bereits zuvor in der indischen Musikkultur existierte, wurde ihr um diese Zeit von eingewanderten Muslimen zu größerer Bedeutung verholfen. In islamischer Zeit ging die Bezeichnung von den Musikern auf ihre Musik über, die sie fünf Mal täglich zu den Gebetszeiten aufführten. Das persische Hoforchester naubat wurde an den mogulindischen Palästen übernommen und kündete dort dem Volk weit hörbar von der Anwesenheit und der Autorität des Herrschers. Akbar bezahlte die Musiker wie Soldaten, die sich, falls der Herrscher abwesend war, bis zu seiner Rückkehr in Bereitschaft zu halten hatten. Nagārā wurden auch bei Staatsprozessionen eingesetzt. Einer der augenfälligsten Belege für die nagārā als Machtsymbol ist die Geschichte vom Ringkampf zwischen dem kindlichen Akbar und Ibrahim, dem Sohn Kamrans (Bruder von Humayun). Beide kämpften um die Trommel, die Akbar mit seiner Kraft schließlich errang.
Das Orchester war in einem eigenen Gebäude, dem naqqāra-khāna („Trommel-Haus“ und der Name des Orchesters, auch naubat-khāna) an einem hervorgehobenen Platz im Palasthof untergebracht. Naqqāra-khāna und die zugehörigen Ensembles gab es in Nordindien, Afghanistan und Iran bis nach Zentralasien. Ab dem 16. Jahrhundert erhielt das Orchester neben seinen repräsentativen auch weniger offizielle Aufgaben. Zur höfischen Unterhaltung gesellten sich zu den Trommlern und Bläsern noch Sänger, Tänzerinnen und Geschichtenerzähler (qawwālān). Die erhaltenen naqqāra-khāna in den Grabanlagen des Itimad-ud-Daula-Mausoleums in Agra und des Gol Gumbaz in der südindischen Stadt Bijapur dienten wohl beiden Zwecken.
Die offizielle Geschichtsschreibung der Herrschaft Akbars (reg. 1556–1605), von seinem Hofchronisten Abu 'l-Fazl in den 1590er Jahren verfasst, trägt den persischen Titel Akbar-nāma. Abu 'l-Fazl zählt akribisch die einzelnen Instrumente des naubat-Orchesters auf:
1. 18 tief tönende Trommelpaare, die kuwarga, auch damāma genannt werden.
2. 20 Kesseltrommelpaare naqqāra
3. 4 duhul, große Fasstrommeln
4. 9 surnā, also die Vorläufer der heutigen indischen Kegeloboen shehnai, die immer zusammen gespielt wurden
5. 3 Langtrompeten nafīr, davon jeweils eine persische, indische und europäische Bauart
6. 3 Paar Zimbeln, arabisch/persisch sanj.[24]

Der französische Arzt und Reisende François Bernier (1625–1688) berichtete angetan vom Orchester Aurangzebs (reg. 1658–1707), das zu bestimmten Tages- und Nachtzeiten spielte. Nach einer anfänglichen Gewöhnungsphase empfand er die Melodien als feierlich und angenehm, die von einem Orchester hervorgebracht wurden, das aus einem Dutzend Langtrompeten (karna) und verschiedenen Schlaginstrumenten bestand. In der Zeremonialmusik am Hof spielten nach Berniers Beobachtung 20 Trommelpaare (nagārā), mindestens vier Blasinstrumente (surnā) und drei Zimbeln (sanj). Nach einer Beschreibung aus der Zeit Akbars war die führende Trommel in der Mitte des Orchesters platziert. Von ihrer Funktion lässt sich ein weiter Bogen zu den heutigen Tasso-Ensembles spannen, die in Nordindien und in der Karibik bei Familienfeiern aufspielen und bei denen die große Röhrentrommel tasso im Mittelpunkt des Geschehens steht.

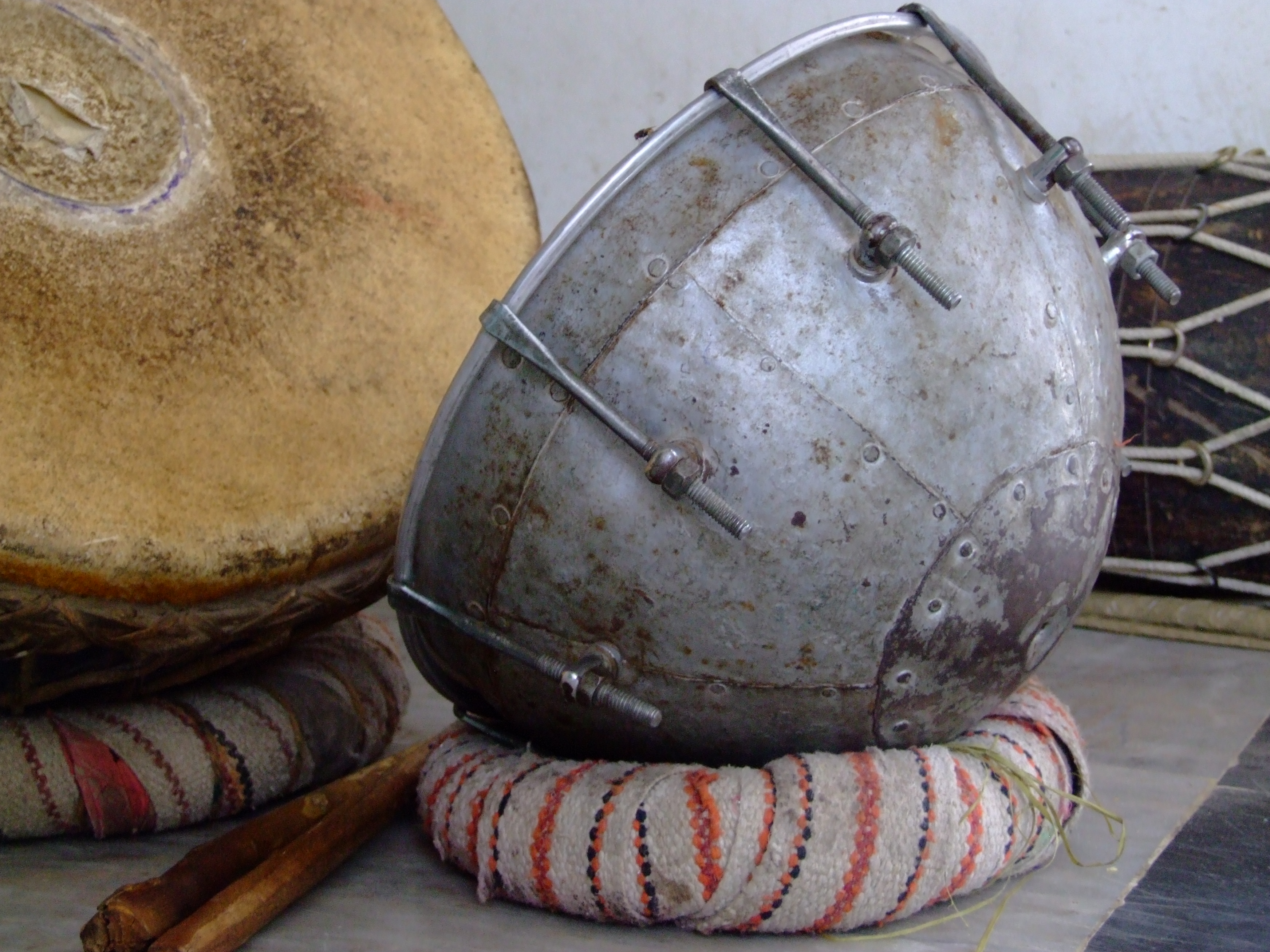
Kesseltrommelpaar dukar-tikar in Rajasthan

Wie auf Miniaturen dargestellt, gab es zu Akbars Zeiten neben der nagārā auch die zweifellige Zylindertrommel mit dem persischen Namen duhul, die der heutigen indischen dhol entspricht. Bis in heutige Zeit haben in kleinerer Besetzung einige naubat-Orchester überlebt, die besonders bei den Grabstätten muslimischer Heiliger (persisch dargah, entspricht arabisch qubba) spielen. Die Trommelpaare bestehen aus zwei Metallschüsseln, die am Boden leicht gebuckelt sind. Die kleinere, hoch klingende Trommel auf der rechten Seite heißt jil oder jhil (von arabisch-persisch zir, vgl. zil), die große links heißt dhāma. Die Hautmembranen sind durch Zickzack-Schnurspannung befestigt. Stimmen lassen sich die Trommeln durch Erhitzen oder mit Wasser, das in ein Loch eingefüllt werden kann. Bei der großen Trommel wird eine harzige Stimmpaste unten an die Unterseite des Fells geklebt. Der Tonabstand beträgt eine Quarte oder Quinte. Seit der Mogulzeit ist in Indien auch eine flache Kesseltrommel bekannt, deren persischer Name tāsa in Nordindien zu tasha wurde und die hauptsächlich zusammen mit der Fasstrommel dhol religiöse Prozessionen begleitet.
Manchmal werden heute Raga-Kompositionen kammermusikalisch mit einem nagārā-Trommelpaar und zwei Kegeloboen, shehnai, aufgeführt, wobei eine shehnai einen Bordunton (shruti) produziert. Die kleine Trommel ruht auf einem Stoffring schräg vor dem Spieler, während die große Trommel dicht daneben nahezu senkrecht aufgestellt ist. Beide werden mit Stöcken geschlagen. Ein großes naubat-Orchester ist nur noch bei sehr seltenen Anlässen zu hören. Es besteht aus mehreren nagārā und mehreren großen und kleinen Kegeloboen (die kleinen heißen piri, vgl. piri in Korea). Zur Eröffnung wird ein Becken geschlagen, den Abschluss bilden Schläge auf eine große Fasstrommel (tavil).
Die in der indischen Volksmusik einzeln oder paarweise mit Stöckchen oder mit den Händen gespielten nagārā sind altertümliche Trommeln und tragen die regionalen Namen damau (in Uttarakhand), dukkar oder dukar-tikar (im Punjab und in Rajasthan), duggi (in Uttar Pradesh und bei den Baul in Westbengalen) und khurdak. Eine duggi oder das Kesseltrommelpaar dukar-tikar begleitet häufig in der klassischen nordindischen Musik die Kegeloboe shehnai. Die khurdak (entspricht der duggi) ist ein kleines Kesseltrommelpaar, das der shehnai-Spieler Bismillah Khan (1916–2006) als Rhythmusbegleitung bevorzugte. In Rajasthan wird bei der paarweise gespielten nagara eine laut und tief klingende, „männliche“ nagara, die mit Büffel- oder Kamelhaut bespannt ist, von einer kleineren und höher klingenden, „weiblichen“ nagari unterschieden, die eine Membran aus Ziegenhaut besitzt.
In einem bestimmten südindischen Volksmusikensemble spielen die Kegeloboe mukhavina und ein Paar dhanki mit Holzkorpus zusammen. Die dukkar ähnelt der tabla, weil ihre Membrane ebenfalls mit Stimmpaste (syahi) bestrichen werden. Die beiden Trommeln der dukkar werden um die Hüfte gebunden und im Stehen gespielt. Im Gebiet Gilgit-Baltistan einschließlich des Hunzatals in Nordpakistan kommt das Kesseltrommelpaar damal vor.

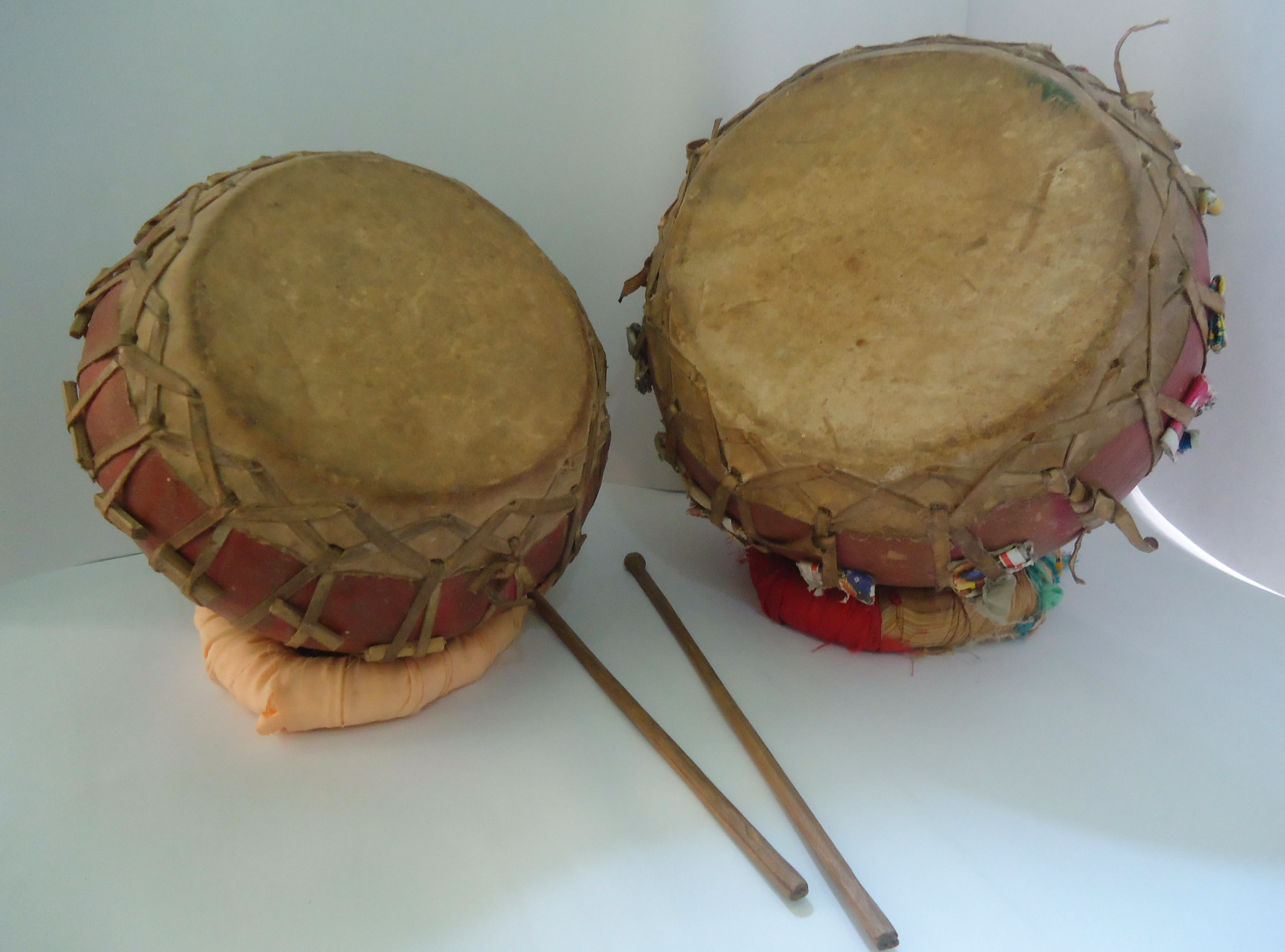
Nagara in Assam zur Begleitung von Tänzen

Eine einzeln gespielte Kesseltrommel in Bihar mit etwa 45 Zentimetern Durchmesser heißt nāgara, ihr mit 60 Zentimetern größeres Gegenstück in Westbengalen ist die dhāmsā. Beide begleiten die regionalen Varianten des Chhau-Tanztheaters. Nagārā kündigen in ganz Nordindien Aufführungen des in der Swang-Tradition stehenden volkstümlichen Unterhaltungstheaters Nautanki an und bilden das wesentliche Instrument des Begleitorchesters. Eine große sakrale Kesseltrommel aus Ton bei den Garo im nordostindischen Bundesstaat Meghalaya heißt nāgrā, sie ähnelt der nāgārā im benachbarten Assam.
In Nepal ist die nagarā eine paarweise verwendete Kesseltrommel mit Durchmessern zwischen ungefähr 35 und 42 Zentimetern, die mit zwei Schlägeln geschlagen wird. Bei täglichen Opferzeremonien vor Shiva-Schreinen in nepalesischen Dörfern spielt eine einzelne nagarā mit oder ohne Begleitung einer Stielhandglocke ghanta. Im zentralen Landesteil tritt bei Zeremonien ein lautstarkes „Kesseltrommel-Ensemble“ (nagarā bānā) mit nagarā, einer Kegeloboe (rāsa) und einer geraden Naturtrompete karnāl (karna) auf, das durch weitere Blasinstrumente vergrößert werden kann. Viele Musikinstrumente sind in Nepal einzelnen Kasten vorbehalten und werden nur von diesen gespielt. Nagarā bānā-Musiker gehören ausschließlich den Damai an, einer musizierenden Kaste von Schneidern mit sehr geringem sozialem Ansehen, deren Namen sich von der kupfernen Kesseltrommel damaha herleitet. Die nepalesische nagarā wird üblicherweise aus Kupfer hergestellt. Für die Herstellung der am alten Königspalast Gorkha Durbar, an dem noch Zeremonien stattfinden, gespielten nagarā wird eine als glückverheißend geltende Legierung aus Gold, Silber, Kupfer, Eisen und Zink verwendet (Sanskrit pancha dhatu, „fünf Metalle“). Eine nagarā ist für die Tempelmusik das einzige unverzichtbare Musikinstrument und wird entsprechend in Ehren gehalten.
Die tabla ist heute das führende Rhythmusinstrument in der nordindischen Musik. Die Geschichte dieses Kesseltrommelpaars reicht nur bis ins 18. Jahrhundert zurück; die ersten tabla-gharanas (Musikschulen und -stilrichtungen), in denen das Instrument in einer größeren stilistischen Bandbreite eingesetzt wurde, gab es Ende des 19. Jahrhunderts. Abgesehen von zwei Legenden zu ihrer möglichen Entstehung – Amir Chosrau (1253–1325) habe die Uhrglastrommel awaj in zwei Teile zerlegt, oder später hätte jemand anders die schwerfällige Fasstrommel pakhawaj zwecks Verwendung beim leichteren khyal-Gesang zerteilt – ist die Abstammung der tabla bei der persischen nagārā und ihren volksmusikalischen Nachfahren zu suchen.

## Malaiische Inseln
Das persische Hoforchester naubat gelangte mit der Ausbreitung des Islam über Indien weiter bis in den Malaiischen Archipel. Die ersten muslimischen Kleinreiche mit einem nobat-Orchester (malaiische Schreibweise) waren im 13. Jahrhundert vermutlich Pasai an der Nordspitze Sumatras und die Insel Bintan im Riau-Archipel.
Wie der erste König von Temasek, dem heutigen Singapur, sich inthronisierte, schildert eine Legende. Auf der Überfahrt zur Insel verlor er demnach im Sturm seine Krone, worauf er sich zu Trommelschlägen in sein Amt einführen ließ. Das Wort für „Inthronisierung“ wurde von mahkotakan (mahkota, „Krone“, „König“) zu tabalkan geändert. Tabal bezeichnet die zeremonielle Trommel des Herrschers, augenscheinlich abgeleitet von arabisch ṭabl.

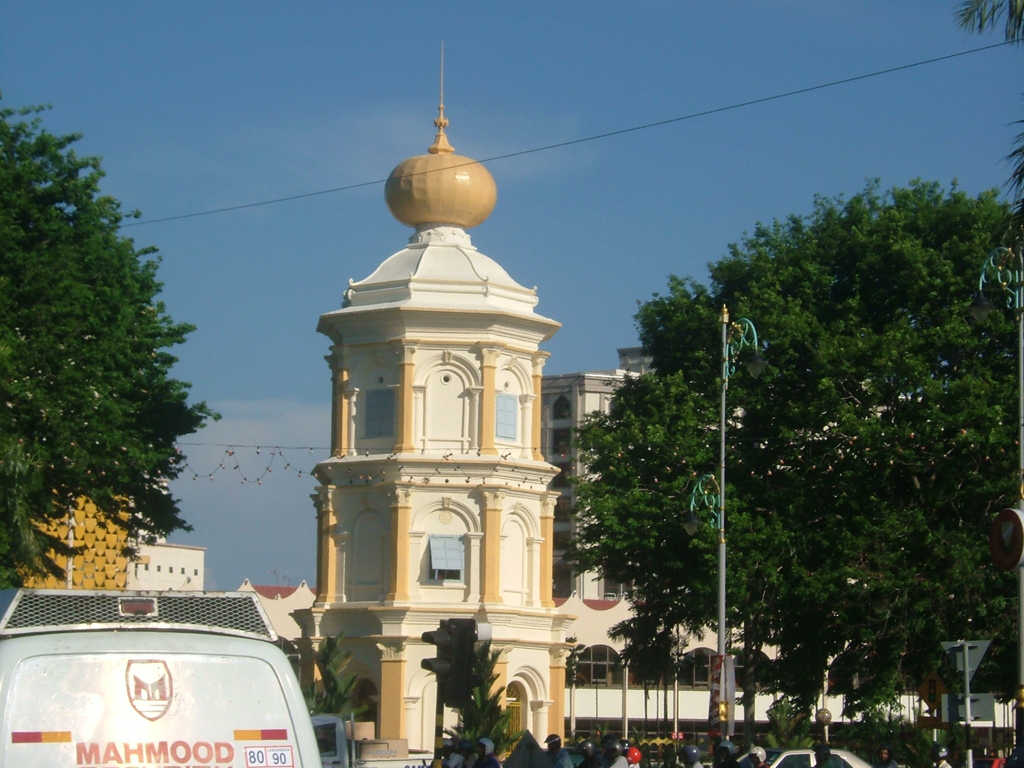
Balai Nobat in Alor Setar. Im Turm wird das Orchester des Sultans von Kedah aufbewahrt

Als im Königreich Melaka der dritte Regent Mohammed Shah (reg. 1424–1444) zum Islam übergetreten war, institutionalisierte er das nobat-Orchester als einen Teil der zur Herrschaft des Sultans gehörenden traditionellen „Gewohnheiten und Zeremonien“ (adat istiadat). Das Trommelorchester behielt die aus Persien und Indien übernommene zeremonielle Funktion, das Wort daulat für königliche Autorität und Souveränität beinhaltet jedoch noch eine religiöse Komponente, die den Status des Königs erhöhen und ihm eine zusätzliche göttliche Legitimität verschaffen sollte. Folgerichtig gehören die Musiker einer alten malaiischen Traditionsfamilie an, deren mythische Wurzeln zum Geschlecht des Sultans führen. Die Musiker heißen Orang Kalau, Orang Kalur (kalur eventuell abgeleitet von susur galur, „Stammbaum“) oder orang muntah lembu, also „Menschen erbrochen aus dem Magen des Ochsen“ zur Umschreibung ihrer besonderen Herkunft. Ihr Spiel war zwingend erforderlich bei der Inthronisierung des Herrschers, während Audienzen zur Ehrung der Gäste, sowie bei Hochzeiten, Beschneidungen und Begräbnissen seiner Familie. Heute werden nobat-Ensembles in den Sultanspalästen der malaysischen Bundesstaaten Kedah, Perak, Kelantan, Selangor, Terengganu und im Sultanat Brunei unterhalten. Die Instrumente sind auch hier in besonderen Gebäuden (balai nobat) oder in einem Raum des Palastes untergebracht.
In Malaysia wird die Kesseltrommel nur einzeln gespielt, sie heißt vom Wort naqqāra abgeleitet nengkara oder nehara. Ihr Korpus besteht aus einem Hartholz (kayu teras jerun). Die Membran aus Reh- oder Ziegenhaut mit einem Durchmesser von 40 Zentimetern wird durch parallel verlaufende Rattanschnüre bis zu einem Schnurring am Boden gespannt. Die übrigen Instrumente des nobat-Ensembles sind eine serunai (Kegeloboe), eine nafiri (gerade Silbertrompete) und zwei gendang (zweifellige Fasstrommeln, malaiischer Ursprung).
Zum nobat-Ensemble im Sultanat Brunei, dessen Kultur von malaiischen Muslimen geprägt ist, gehören zwei große hängende Buckelgongs, vier kleinere hängende Buckelgongs canang, vier Fasstrommeln gendang labek, vier Kegeloboen serunai und zwei mit Silber beschlagene Bechertrommeln nakara. Ebenso arabisch-persisch beeinflusst wie die höfische Zeremonialmusik ist der von ihr unterschiedene muslimische Devotionalgesang, der von mehreren Rahmentrommeln rebana begleitet wird.

## Westeuropa
Die Mauren dürften wohl im 8. Jahrhundert auf der Iberischen Halbinsel neben der Laute barbaṭ und arabischen Leiern auch naqqāra eingeführt haben. Es gibt aber keine Nachweise, dass vor der Zeit der Kreuzfahrer (um 1095–1291) Kesseltrommeln in Westeuropa verwendet wurden, obwohl zuvor Handelsbeziehungen mit dem Byzantinischen Reich bestanden haben und es Normannen gab, die im 10. Jahrhundert in Sizilien auf arabische Sarazenen trafen. In Schriftzeugnissen werden ab dem 12. Jahrhundert Kesseltrommeln zusammen mit langen geraden Trompeten (altfranzösisch buisine, abgeleitet von der römischen bucina) genannt. Landessprachlich angeglichen hießen die Trommeln französisch nacaires, italienisch naccheroni, spanisch nácar, nacara und englisch nakers. In der deutschsprachigen Literatur wurden große und kleine Kesseltrommeln unterschiedslos als puke bezeichnet, woraus sich das heutige Wort Pauke ableitet. Marco Polo nannte in seinem Werk Il Milione von 1298 die große Kesseltrommel „il grand nacar“, der Franzosenkönig Ludwig IX. hörte während seines Kreuzzugs gegen die ägyptische Hafenstadt Damiette 1249 auf seinem Schiff laute „nacaires“ und „cors Sarrazinois“ („Sarazenen-Hörner“) vom Ufer herüberschallen. Solche Instrumente wurden im 13. Jahrhundert auch beim europäischen Militär beliebt. Eduard III., 1307–1327 König von England und Wales, führte bei seiner Eroberung von Calais 1347 ein Orchester aus „trompes, tabours, nacaires, chalemies et muses“, also „Trompeten, Trommeln, Kesseltrommeln, Schalmeien und Dudelsäcken“ mit sich. Im 14. Jahrhundert wurde allgemein zwischen großen Zylindertrommeln (tabours) und kleinen Kesseltrommeln (nacaires) unterschieden.
Die europäischen Kesseltrommeln waren kleiner als ihre arabischen Vorbilder, ihr Durchmesser betrug 15 bis 20 Zentimeter. Dennoch wird der schreckliche Krach erwähnt, den die bei Feldzügen in großer Zahl paarweise mit Stöckchen gespielten Instrumente produzierten. Im 14. Jahrhundert beschäftigte man auch an den europäischen Höfen Kesseltrommelspieler zur Unterhaltung und für Zeremonien. Typisch war wieder die Kombination von Trommeln und Trompeten.

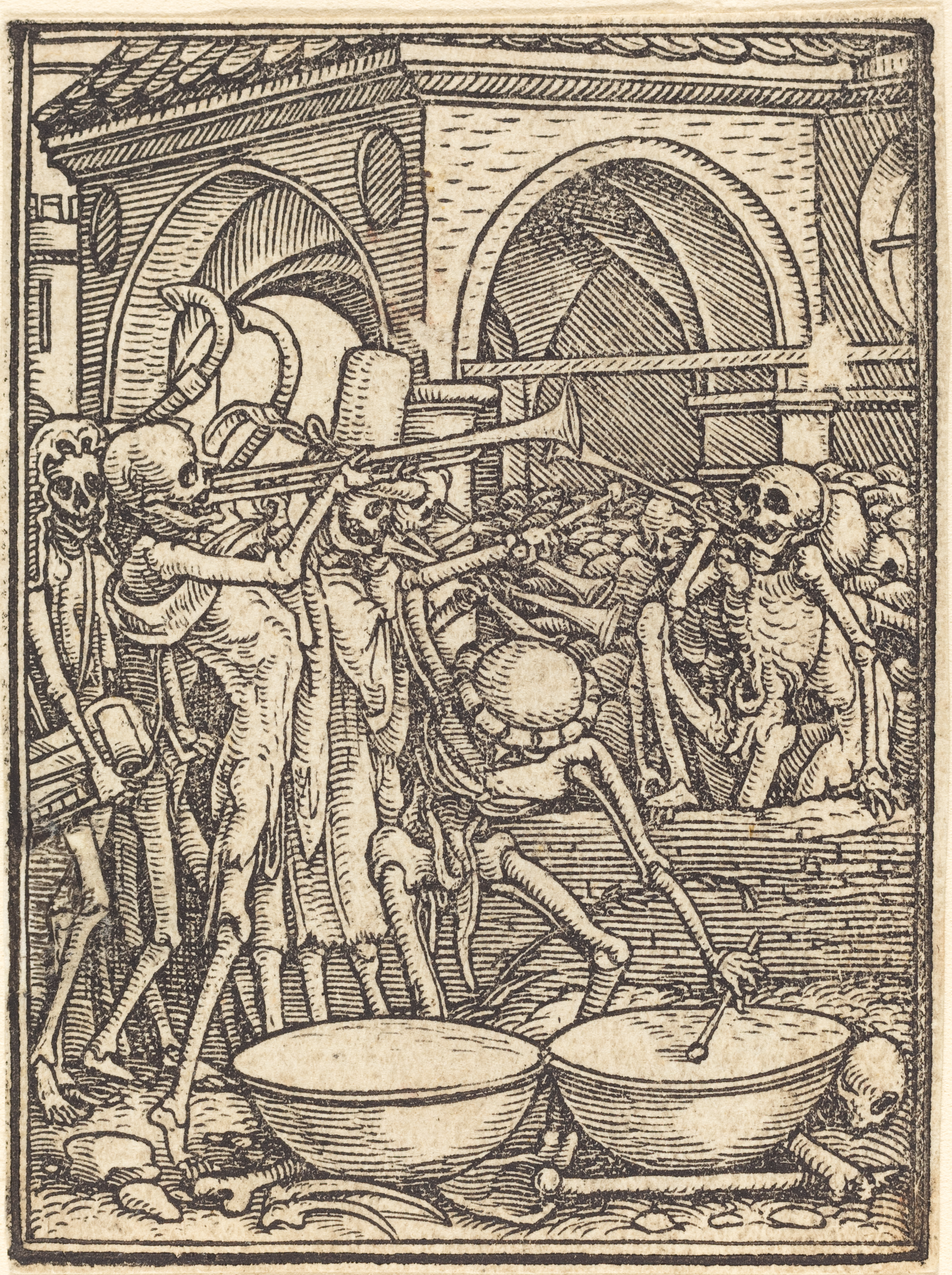
Totentanz. Holzschnitt von Hans Holbein dem Jüngeren, 1526. Trompeten und Kesseltrommelpaar

Bis ins 17. Jahrhundert gibt es zahlreiche Abbildungen der kleinen Kesseltrommeln. Die meisten Trommler waren männlich, im Unterschied dazu wurden in der christlichen Kunst nacaires in Kombination mit Gamben von Frauen und Engeln gespielt, in diesem Fall waren beides Instrumente der feinsinnigen Kammermusik. Maler und Bildhauer zeigen die kleinen Kesseltrommeln meist als ein Paar, das der Spieler um die Hüften gebunden hat. Im Luttrell-Psalter, einem illustrierten Manuskript von 1325 bis 1335, ist neben der Abbildung eines dergestalt agierenden Trommlers noch ein zweites Bild einer großen Trommel, die auf dem Boden steht und mit gebogenen Stöcken geschlagen wird, enthalten.
Im 16. Jahrhundert waren Kesseltrommeln in ganz Europa an den Herrscherhäusern beliebt. Deutsche und ungarische Trommelspieler genossen einen so guten Ruf wegen ihrer Spielweise, dass König Heinrich VIII. (reg. 1502–1547) im Jahr 1544 in Wien Trommeln und Musiker bestellte, die sie auf Pferden reitend spielen konnten. Ein übliches Hoforchester bestand im 16. Jahrhundert aus zwölf Trompeten und einem Kesseltrommelpaar. Hinzu kamen einige Schwegel, Kornette und Kleine Trommeln.
Größere Kesseltrommeln wurden während der Schlacht auf Artilleriekarren montiert. Bei der Kavallerie durften nur ausgewählte Einheiten Trommeln und Trompeten mitführen. Der Militärtrommel kam als dem kostbarsten Besitz der Truppe eine ähnliche zeremonielle Bedeutung zu, wie sie aus der gesamten Geschichte der arabischen naqqāra-Kesseltrommel überliefert ist. Nur Trommler im Rang von Offizieren, die privilegiert genug waren, um Straußenfedern an ihren Hüten zu tragen, durften sie spielen. Besonderheiten der Spielweise wurden als Geheimnisse über Generationen mündlich überliefert.